# Saori Jošidaová
Saori Jošida (japonsky 吉田 沙保里, * 5. října 1982 Cu) je japonská zápasnice. V letech 2004 až 2012 vybojovala třikrát olympijské zlato v kategorii do 55 kg (volný styl). V roce 2012 na hrách v Londýně byla vlajkonoškou japonské výpravy během zahajovacího ceremoniálu. Čtyřikrát zvítězila na mistrovství světa, třikrát na mistrovství Asie a dvakrát na Asijských hrách.